# 吴宗敏
吴宗敏（1957年6月25日—），男，汉族，浙江宁波人，中国数学家，现任复旦大学数学科学学院教授、博士生导师。曾任中国数学会副理事长，复旦大学数学系系主任。